# Palitzsch (cráter)

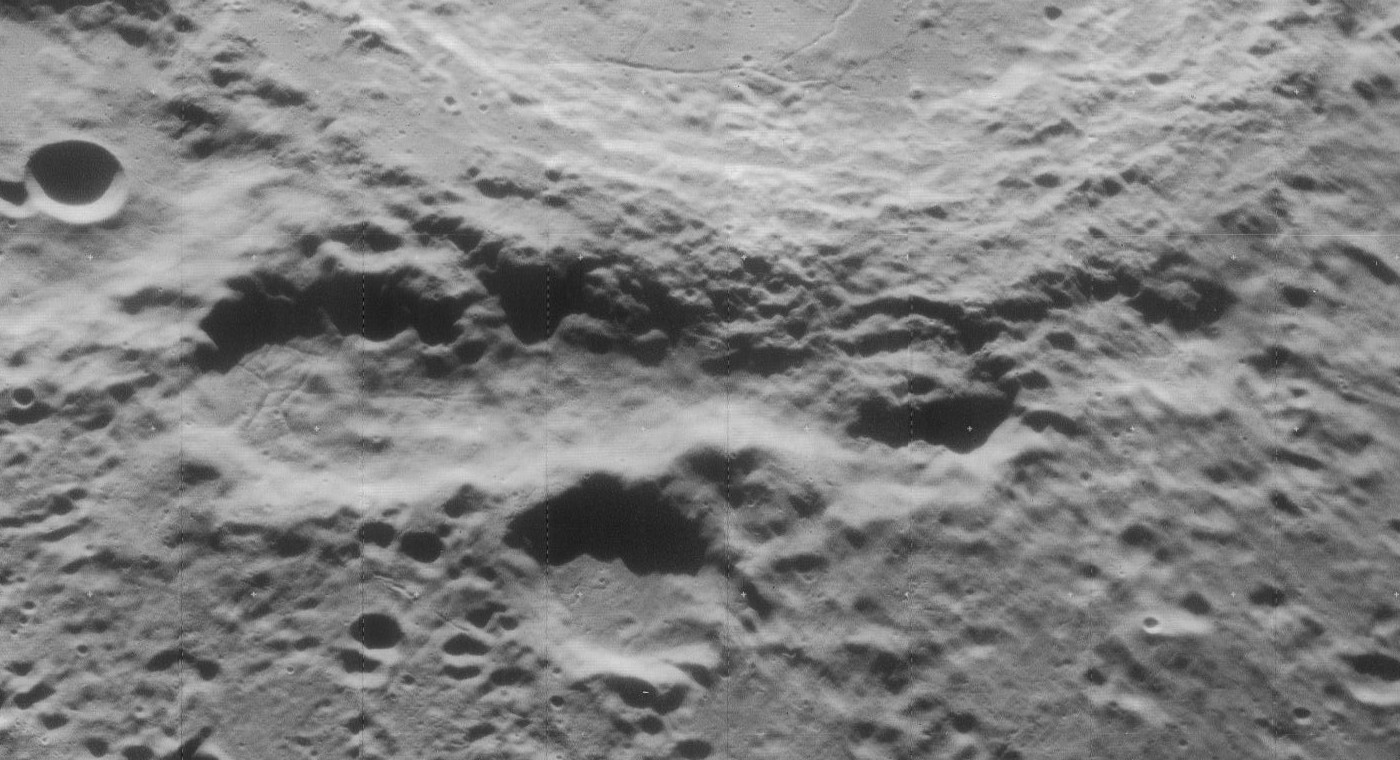
Imagen oblicua de la misión Lunar Orbiter 4, mirando al oeste

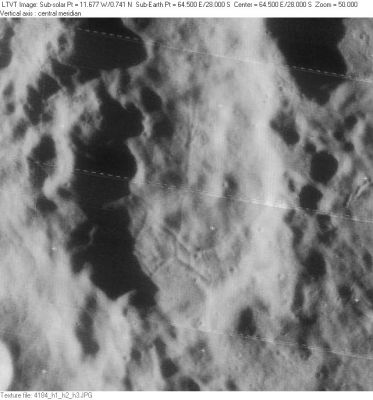
Fotografía de la misión Lunar Orbiter 4

Palitzsch es un cráter de impacto que se encuentra en la parte sureste de la Luna, cerca del borde sureste del cráter Petavius. Justo al suroeste de Palitzsch aparece Hase, mientras que al este-sureste se halla Legendre.
|  |

El borde noreste de Palitzsch forma el extremo meridional del Vallis Palitzsch, un valle lunar que sigue el borde este de Petavius a lo largo de una distancia de cerca de 110 kilómetros. El borde del cráter es relativamente bajo y no resalta demasiado sobre el entorno, mientras que el suelo forma una depresión en la superficie que sigue los contornos del valle vecino.

## Cráteres satélite
Por convención estos elementos son identificados en los mapas lunares poniendo la letra en el lado del punto medio del cráter que está más cercano a Palitzsch.
|           | \| Palitzsch \| Coordenadas \| Diámetro \| \| --------- \| ----------------------------- \| -------- \| \| A \| 26°54′S 65°48′E / -26.9, 65.8 \| 31 km \| \| B \| 26°24′S 68°24′E / -26.4, 68.4 \| 39 km \| |          |
| Palitzsch | Coordenadas | Diámetro |
| A         | 26°54′S 65°48′E / -26.9, 65.8 | 31 km    |
| B         | 26°24′S 68°24′E / -26.4, 68.4 | 39 km    |

Debido a su sistema de marcas radiales, Palitzsch B se clasifica como parte del Período Copernicano.